# Берёзкин, Станислав Семёнович
 Станислав Семенович Берёзкин  (укр. Станіслав Семенович Березкін; 12 мая 1959, Высокие Байраки, Кировоградская область — 6 декабря 2020, Киев) — украинский политический деятель, бывший народный депутат Украины.

## Биография

### Образование
Закончил Кировоградский институт сельскохозяйственного машиностроения по специальности инженер-механик.

### Трудовая деятельность
Трудовую деятельность начал в 17-летнем возрасте: вёл авиационный кружок в Кировоградской областной станции юных техников.
С 1977 до 1979 годы служил в Советской Армии.
В 1983-1984 гг. работал на руководящих должностях в Кировоградском институте сельскохозяйственного машиностроения.
В 1992 г. — работал в АСТ «Ингул».
В 1993-1994 гг. работал в МП «Система».
В 1995 г. работал в СП «Алфета-Система».
В 1996 г. и с 2000 по 2006 гг. работал в корпорации «Система ССБ».
С 1996 г. по 2000 г. работал в акционерном обществе закрытого типа с иностранными инвестициями «Сонола».
В 1998 г. был избран депутатом Кировоградского областного совета.
В 2003 г. — член исполкома Кировоградского горсовета и вице-президент областного отделения «Поиск» Украинского союза промышленников и предпринимателей.
С 2005 г. — председатель наблюдательного совета промышленной группы «Креатив».
15 февраля 2011 года прошёл в Верховную Раду по спискам Блока Юлии Тимошенко. Как народный депутат, работал в Комитете Верховной Рады Украины по вопросам бюджета, был членом групп по межпарламентским связям с США, Китаем, Японией, Францией, Чехией, Германией и Великобританией.
На парламентских выборах 2012 года был избран народным депутатом Украины от Партии регионов по одномандатному мажоритарному избирательному округу № 100. По результатам голосования одержал победу набрав 36,88 % голосов избирателей. Был также членом Комитета Верховной Рады Украины по вопросам экономической политики.
21 февраля 2014 года вышел из Партии регионов, о чём заявил на заседании Верховной Рады. Был членом депутатской группы «Экономическое развитие».
27 ноября 2014 года принёс присягу народного депутата Украины. На парламентских выборах 2014 года баллотировался как самовыдвиженец в одномандатном мажоритарном избирательном округе № 100. Одержал победу с результатом 28,02 %.
Имеет звание «Заслуженный работник промышленности Украины», кавалер Ордена князя Владимира II степени, награждён Почётной грамотой Верховной Рады Украины.

### Парламентская деятельность
Был одним из 59 депутатов, подписавших представление, на основании которого Конституционный суд Украины отменил статью Уголовного кодекса Украины о незаконном обогащении, обязывавшем госслужащих давать объяснения об источниках их доходов и доходов членов их семей. Уголовную ответственность за незаконное обогащение в Украине ввели в 2015 году. Это было одним из требований ЕС для исполнения Плана действий по визовой либерализации, а также одним из обязательств Украины перед МВФ, закреплённым меморандумом.

### Смерть
Умер 6 декабря 2020 года на 62-м году жизни от тромбоэмболии. Похоронен на Дальневосточном кладбище в Кропивницком.

## Уголовное преследование
27 сентября 2019 года САП сообщила Берёзкину о подозрении в коррупции, ему инкриминируют причастность к хищению 20 миллионов долларов с Ощадбанка с 2013 по 2014 год.
В январе 2021 года дело о хищении закрыли в связи со смертью политика.